# Ussy
Ussy é uma comuna francesa na região administrativa da Normandia, no departamento Calvados. Estende-se por uma área de 8,64 km². Em 2010 a comuna tinha 892 habitantes (densidade: 103,2 hab./km²).